# Casaluce
Casaluce ist eine italienische Gemeinde (comune) mit 9519 Einwohnern (Stand 31. Dezember 2023) in der Provinz Caserta in Kampanien. Die Gemeinde liegt etwa 13,5 Kilometer südwestlich von Caserta und etwa 18 Kilometer nordnordwestlich von Neapel.

## Geschichte
Wenn das Gebiet auch früher schon besiedelt war, so ist doch die Befestigungsanlage von Casaluce aus dem 11. Jahrhundert wohl der eigentliche Anfangspunkt der heutigen Ortschaft. Eine Ortschaft namens Cronaca Volturnese soll hier bis wenigstens 964 bestanden haben und mag tatsächlich auf eine römische Gründung zurückgehen.
In der faschistischen Regierungszeit wurde die Gemeinde der Provinz Neapel zugeschlagen. Nach dem Krieg wurde sie erneut der Provinz Caserta zugeordnet.

## Verkehr
Durch die Gemeinde führen die Strada Statale 7bis (Variante) di Terra di Lavoro sowie die zur Provinzstraße 335 heruntergestufte Strda Statale 265 dei Ponti della Valle.